# Маяк Джидды
Маяк Джидды (Свет Джидды) — маяк на Красном море в Саудовской Аравии. Самый высокий маяк в мире. Высота — 133 метра. Находится в городе Джидда на северной границе одноимённого порта
Спроектирован и построен компанией «COWI» в 1990 году.
Является туристической достопримечательностью страны.